# Branišov (Kdyně)
Branišov (německy Branschau) je osada a místní část města Kdyně v okrese Domažlice v Plzeňském kraji. Leží v podhůří Šumavy pod vrchem Koráb v nadmořské výšce 650 metrů. Aktuálně zde žije 7 lidí a stojí zde 15 domů (včetně 1 chaty). Většinu domů využívají chalupáři. Branišov byl dříve spádovou vsí obce Dobříkov, která je 1 km vzdálena.  

## Historie
První písemná zmínka o vesnici pochází z roku 1408.

## Obyvatelstvo
| Rok            | 1869 | 1880 | 1890 | 1900 | 1910 | 1921 | 1930 | 1950 | 1961 | 1970 | 1980 | 1991 | 2001 | 2011 | 2021 |
| -------------- | ---- | ---- | ---- | ---- | ---- | ---- | ---- | ---- | ---- | ---- | ---- | ---- | ---- | ---- | ---- |
| Počet obyvatel | 107  | 127  | 103  | 96   | 90   | 87   | 80   | 46   | 51   | 33   | 23   | 17   | 9    | 8    | 7    |
| Počet domů     | 16   | 17   | 17   | 17   | 16   | 16   | 16   | 17   | 17   | 9    | 6    | 8    | 9    | 9    | 9    |

## Obecní správa
Při sčítání lidu v letech 1850–1920 Branišov byl osadou obce Dobříkov v okrese Domažlice. V letech 1921–1949 byl samostatnou obcí v okrese Domažlice. V letech 1950–1980 byl znovu osadou obce Dobříkov v okrese Domažlice. Od 1. července 1980 je částí města Kdyně v okrese Domažlice.

## Pamětihodnosti
Uprostřed Branišova stojí kaplička zasvěcena svatému Josefovi. Na kopci nad Branišovem byla v letech 2008–2010 postavena a 24. července 2010 vysvěcena nová kaple, zasvěcená blahoslavenému císaři Karlovi I. V kapli se koná mše svatá vždy v den výročí jejího vysvěcení.

## Galerie

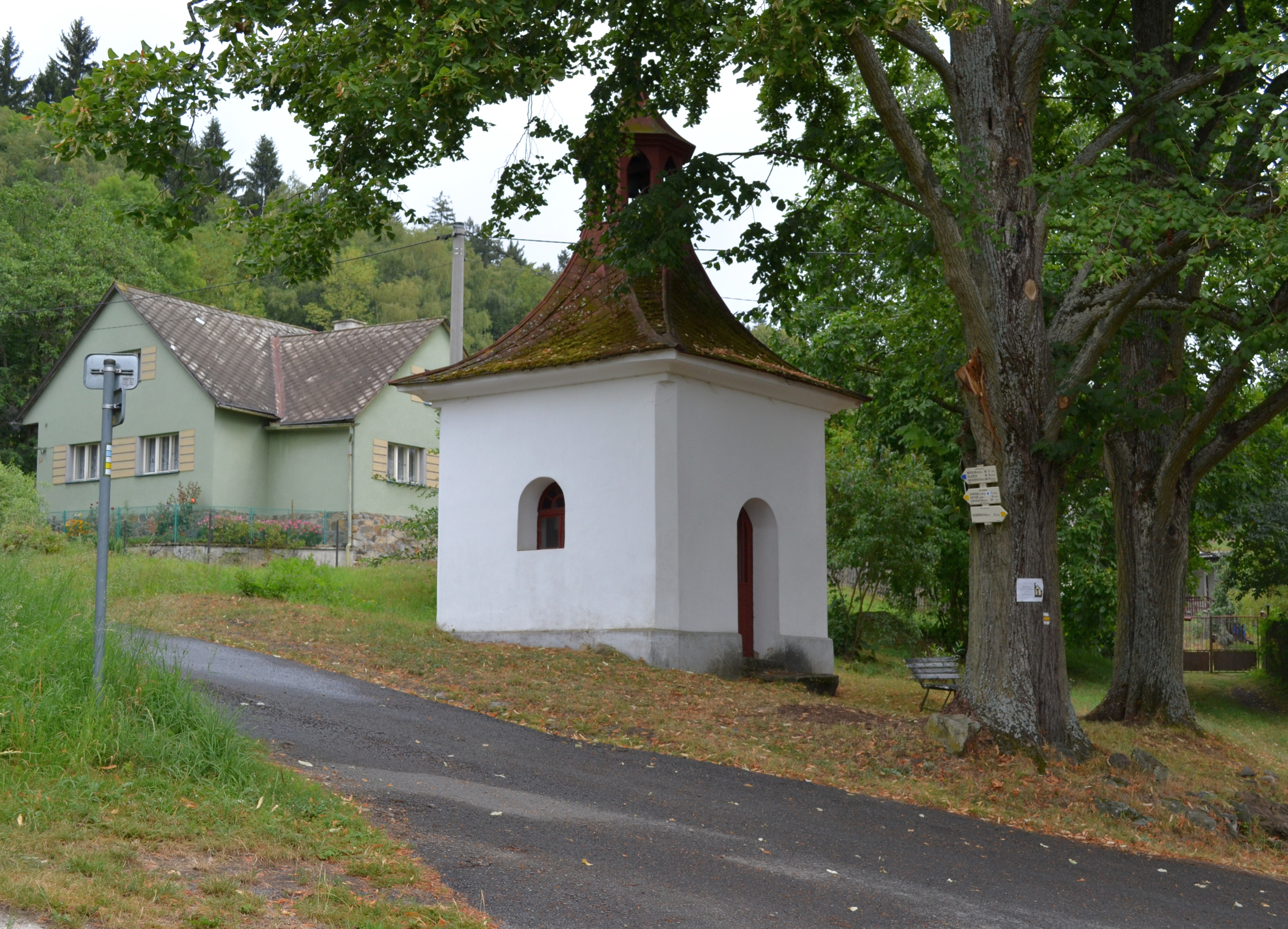
Kaple svatého Josefa
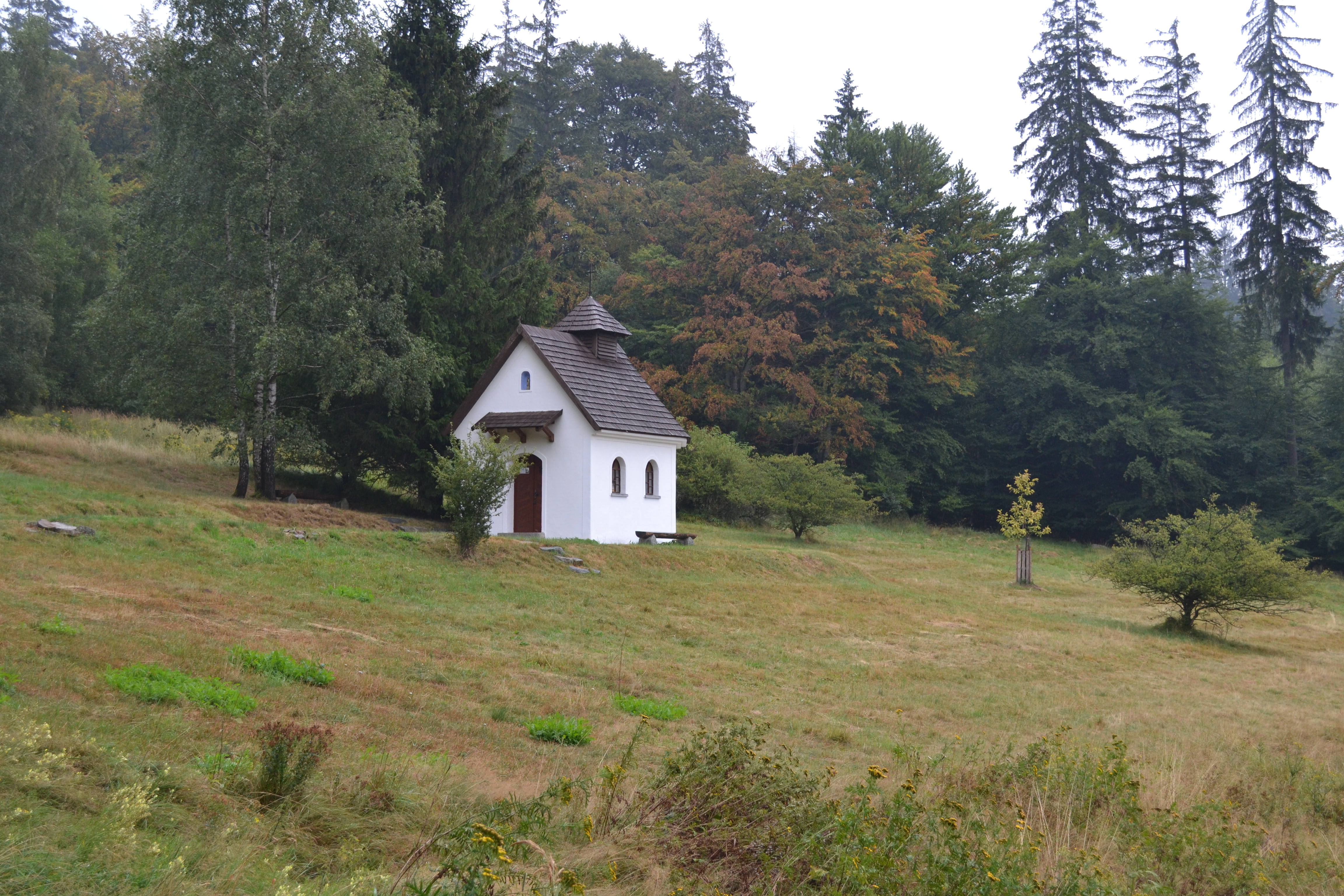
Kaple blahoslaveného císaře Karla
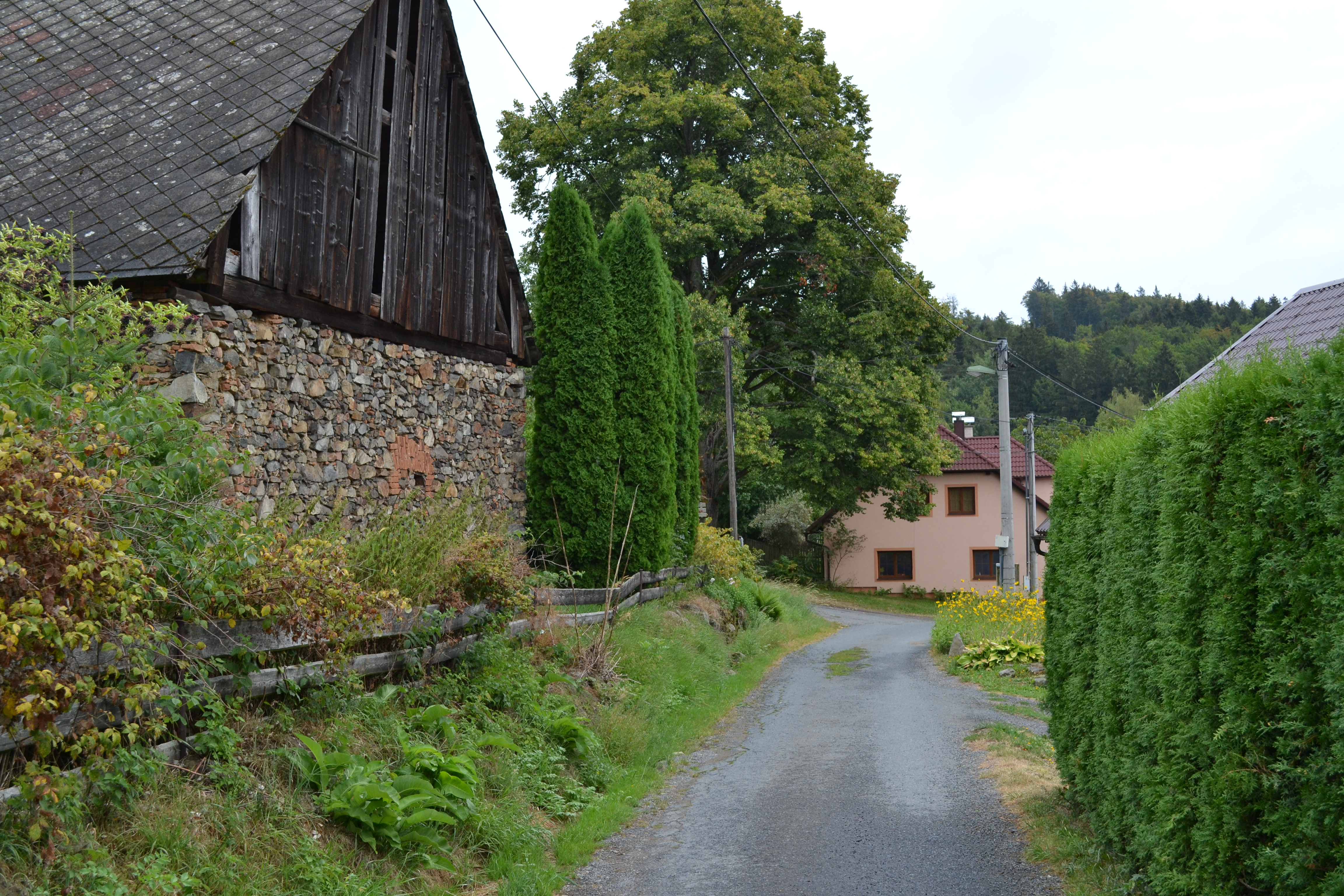
Západní část